# East Bethel
East Bethel ist eine Stadt (mit dem Status „City“) im Anoka County im Osten des US-amerikanischen Bundesstaates Minnesota. Das U.S. Census Bureau hat bei der Volkszählung 2020 eine Einwohnerzahl von 11.786 ermittelt.
East Bethel ist Bestandteil der Metropolregion Minneapolis–Saint Paul.

## Geografie
East Bethel liegt im nördlichen Vorortbereich der Städte Minneapolis und Saint Paul auf 45°19′37″ nördlicher Breite und 93°12′36″ westlicher Länge. Die Stadt erstreckt sich über 124,24 km², die sich auf 116,03 km² Land- und 8,21 km² Wasserfläche verteilen.
Benachbarte Orte von East Bethel sind Bethel (an der nordöstlichen Stadtgrenze), Isanti (22,5 km nördlich), Stacy (25 km nordöstlich), Wyoming (20,3 km östlich), Forest Lake (22,9 km südöstlich), Columbus (19,7 km südöstlich), Ham Lake (an der südlichen Stadtgrenze) und Oak Grove (an der westlichen Stadtgrenze).
Das Stadtzentrum von Minneapolis liegt 42,3 km entlang des Mississippi in südsüdöstlicher Richtung; das Zentrum von Saint Paul, der Hauptstadt von Minnesota, befindet sich 54,1 km südsüdöstlich.

## Verkehr
Die Minnesota State Route 65 verläuft als Hauptstraße in Nord-Süd-Richtung durch East Bethel. Alle weiteren Straßen sind untergeordnete teils unbefestigte Fahrwege sowie innerörtliche Verbindungsstraßen.
Durch den äußersten Nordwesten des Stadtgebiets von East Bethel verläuft eine Eisenbahnlinie der BNSF Railway.
Der nächstgelegene Flughafen ist der 57 km südlich gelegene Minneapolis-Saint Paul International Airport.

## Demografische Daten
Nach der Volkszählung im Jahr 2010 lebten in East Bethel 11.626 Menschen in 4060 Haushalten. Die Bevölkerungsdichte betrug 100,2 Einwohner pro Quadratkilometer. In den 4060 Haushalten lebten statistisch je 2,86 Personen.
Ethnisch betrachtet setzte sich die Bevölkerung zusammen aus 95,9 Prozent Weißen, 0,4 Prozent Afroamerikanern, 0,5 Prozent amerikanischen Ureinwohnern, 1,6 Prozent Asiaten sowie 0,3 Prozent aus anderen ethnischen Gruppen; 1,3 Prozent stammten von zwei oder mehr Ethnien ab. Unabhängig von der ethnischen Zugehörigkeit waren 1,0 Prozent der Bevölkerung spanischer oder lateinamerikanischer Abstammung.
26,2 Prozent der Bevölkerung waren unter 18 Jahre alt, 66,8 Prozent waren zwischen 18 und 64 und 7,0 Prozent waren 65 Jahre oder älter. 47,8 Prozent der Bevölkerung war weiblich.

Das mittlere jährliche Einkommen eines Haushalts lag bei 78.986 USD. Das Pro-Kopf-Einkommen betrug 30.147 USD. 6,5 Prozent der Einwohner lebten unterhalb der Armutsgrenze.